# Ironclad
Ironclad è un film del 2011 diretto da Jonathan English.
Pellicola anglo-statunitense sceneggiata dal regista English e da Erick Kastel sul soggetto di Stephen McDool; il cast vede, tra gli altri, gli attori Paul Giamatti, James Purefoy e Brian Cox. Il film narra dell'assedio al castello di Rochester, durante la prima guerra dei baroni, da parte del Re Giovanni d'Inghilterra nell'anno 1215.
La pellicola venne girata interamente in Galles nel 2009 e prodotta con un budget di 25 milioni di dollari.

## Trama
Nel 1215, dopo aver firmato la Magna Carta sotto coercizione, Re Giovanni Senzaterra decide di non attenersi a quanto stilato assieme ai baroni inglesi, assembla un esercito di mercenari provenienti dalla Danimarca con l'intento di riportare il Paese sotto il suo governo e intraprende la prima guerra dei baroni.
Il barone William de Albany, informato delle intenzioni dell'odiato sovrano, raduna un manipolo di guerrieri a lui fedeli, tra i quali anche il templare Thomas Marshall, identificando nel castello di Rochester l'ultima possibilità per fermare l'avanzata dell'esercito avversario. Nel frattempo, l'arcivescovo di Canterbury, schieratosi contro il sovrano, che gode, però, dell'appoggio della Chiesa di Roma, chiede aiuto ai francesi. Ma questi ultimi, indecisi sul da farsi, prendono tempo. Così l'assedio al castello di Rochester prosegue, con alterne vicende, per circa dodici mesi, durante i quali la fame e le malattie sembrano essere il nemico peggiore per i difensori. Una sortita solitaria di Thomas Marshall, però, che sottrae numerose provviste ai danesi, risolleva il morale dei suoi uomini. La loro sorte, tuttavia, è ugualmente segnata quando i mercenari riescono a fare breccia nelle mura: il barone de Albany, catturato, ordina ai suoi, asserragliati in una torre, di non arrendersi. E solo l'arrivo dei francesi permette al templare, a uno scudiere e alla bella Lady Isabel, innamorata di Thomas Marshall, di avere salva la vita.

## Produzione
L'attrice Megan Fox venne contattata dalla casa di produzione Mythic durante una campagna promozionale alla Festival di Cannes del 2008. L'attrice venne però presto rimpiazzata da Kate Mara. A causa del calo del budget disponibile nel 2009, l'intero cast originale venne infatti cambiato, ad eccezione dei due ruoli principali di James Purefoy e Paul Giamatti. Il produttore Andrew Curtis descrisse il finanziamento del film come « più complesso di una mappa della metropolitana di Londra » prevedendo, alla fine delle riprese, ben 18 produttori esecutivi.
La lavorazione al film iniziò il 9 ottobre 2009 ai Dragon International Film Studios, vicino al villaggio di Llanharan nel Galles. Una riproduzione del castello di Rochester venne costruita all'interno del complesso di studi cinematografici. Il produttore Rick Benattar si sforzò di rendere il film il più storico possibile, ricreando il violento assedio al castello cercando di ottenere l'esperienza visiva il più attinente possibile a ciò che accadde realmente. Ironclad divenne la più grande produzione cinematografica indipendente della storia del Galles e il più grande film girato nel Regno Unito nel 2009.

### Cast
- James Purefoy interpreta Tommaso il Maresciallo (Thomas Marshall) ispirato a Guglielmo II il Maresciallo, figlio dell'alleato di Re Giovanni Guglielmo il Maresciallo, che nell'assedio di Rochester si scontrò con il Re e con il padre, per poi riallearsi dopo la vittoria.
- Paul Giamatti interpreta Re Giovanni Senzaterra (King John Lackland) figlio di Enrico II d'Inghilterra e fratello minore di Riccardo Cuor di Leone, Re d'Inghilterra dal 1199 alla morte nel 1216.
- Brian Cox interpreta il Barone Guglielmo d'Albany (Baron William d'Aubigny o William de Albany) uno dei baroni ribelli che si rivoltarono al Re dopo che questi non tenne fede alle promesse stilate nella Magna Carta.
- Derek Jacobi interpreta Reginaldo di Cornhill (Reginald de Cornhill) cui venne assegnato il castello di Rochester dopo che il Re firmò la Magna Carta.
- Charles Dance interpreta il Cardinale Stephen Langton, che fu arcivescovo di Canterbury dal 1207, schierandosi contro il Re.
- Kate Mara interpreta Lady Isabel, la giovane moglie di Reginaldo.
- Vladimir Kulich interpreta Tiberius, comandante dell'esercito danese che combatte per il Re.
- Aneurin Barnard interpreta Guy, scudiero del Barone d'Albany.
- Mackenzie Crook interpreta Marks
- Jason Flemyng interpreta Becket
- Jamie Foreman interpreta Coteral
- Rhys Parry Jones interpreta Wulfstan

## Distribuzione
La pellicola venne distribuita nelle sale cinematografiche britanniche il 4 marzo 2011, mentre nel mese di giugno in quelle americane.